# Jan Oekolampad

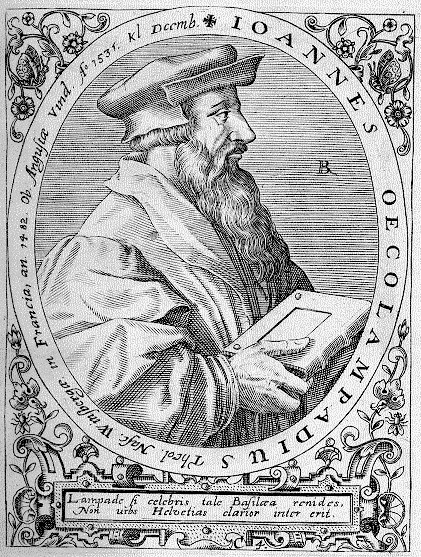
Johannes Oekolampad

Jan Oekolampad (niem. Johannes Oekolampad także  Oekolampadius lub Ökolampad; ur. w 1482 w Weinsberg, zm. 24 listopada 1531 w Bazylei) – szwajcarski teolog, humanista i reformator religijny z Bazylei; 

## Życiorys
Pierwotnie nazywał się Johannes Heussgen (także Husschyn, Hussgen, Huszgen lub  Hausschein ). Nazwisko swoje jak to było w tamtych czasach modne pośród humanistów przetłumaczył na język grecki (οἶκος: dom i λαμπάς: lampa).
Urodził się w mieście Weinsberg należącym wówczas do Palatynatu Reńskiego (od 1504 roku do Wirtembergii). Jego ojciec był prestiżowym obywatelem, matka pochodziła z rodu radców bazylejskich. Od 1499 roku studiował prawo w Bolonii. W Heidelbergu, Tybindze i Stuttgarcie studiował teologię, hebraistykę i języki klasyczne. Od 1506 do 1508 roku był wychowawcą książąt palatyńskich w Moguncji. W 1510 roku został wyświęcony na kaznodzieję i otrzymał stanowisko księdza w Johanneskirche w Weinsbergu. Tam bulwersuje
on swoimi reformatorskimi kazaniami i w 1518 roku opuszcza miasto.

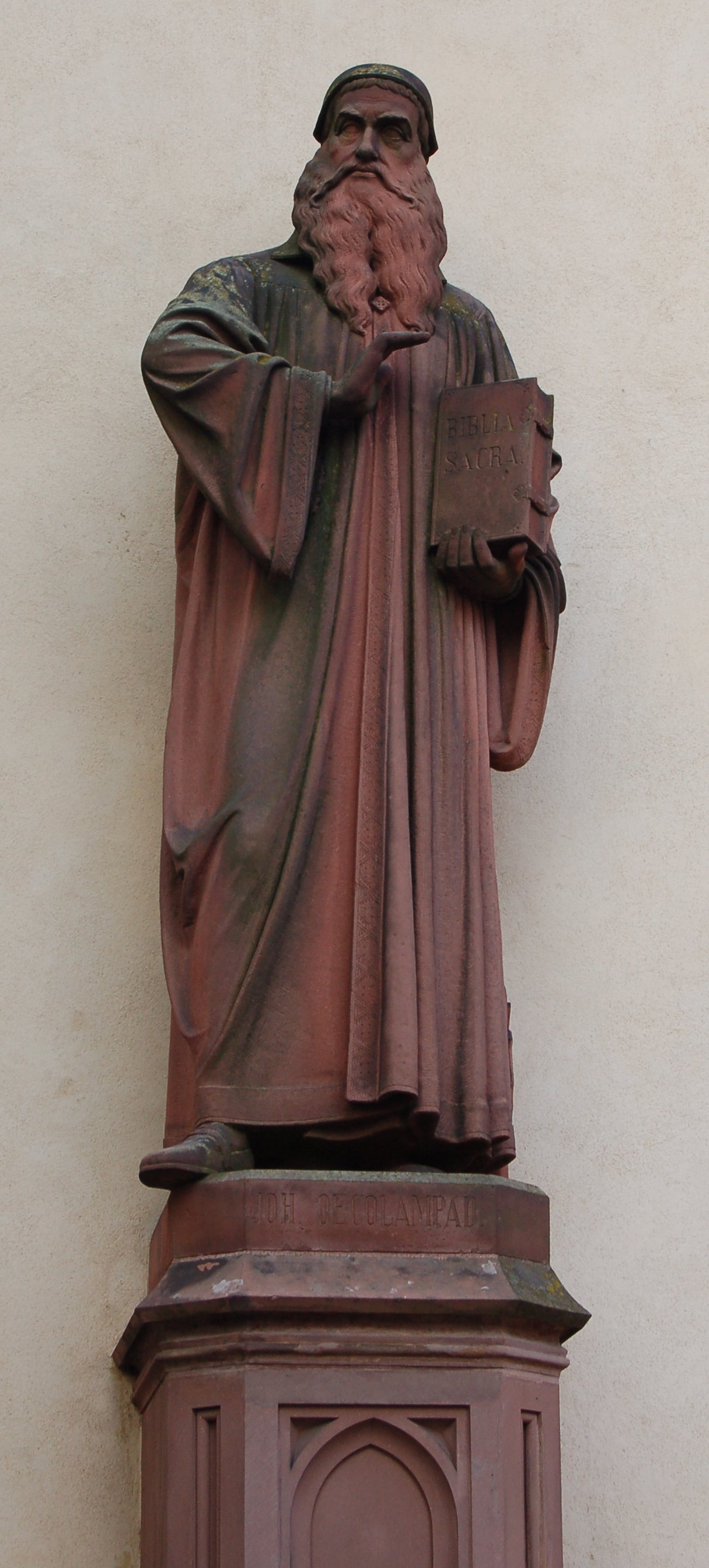
Oekolampad-Posąg przy katedrze w Bazylei

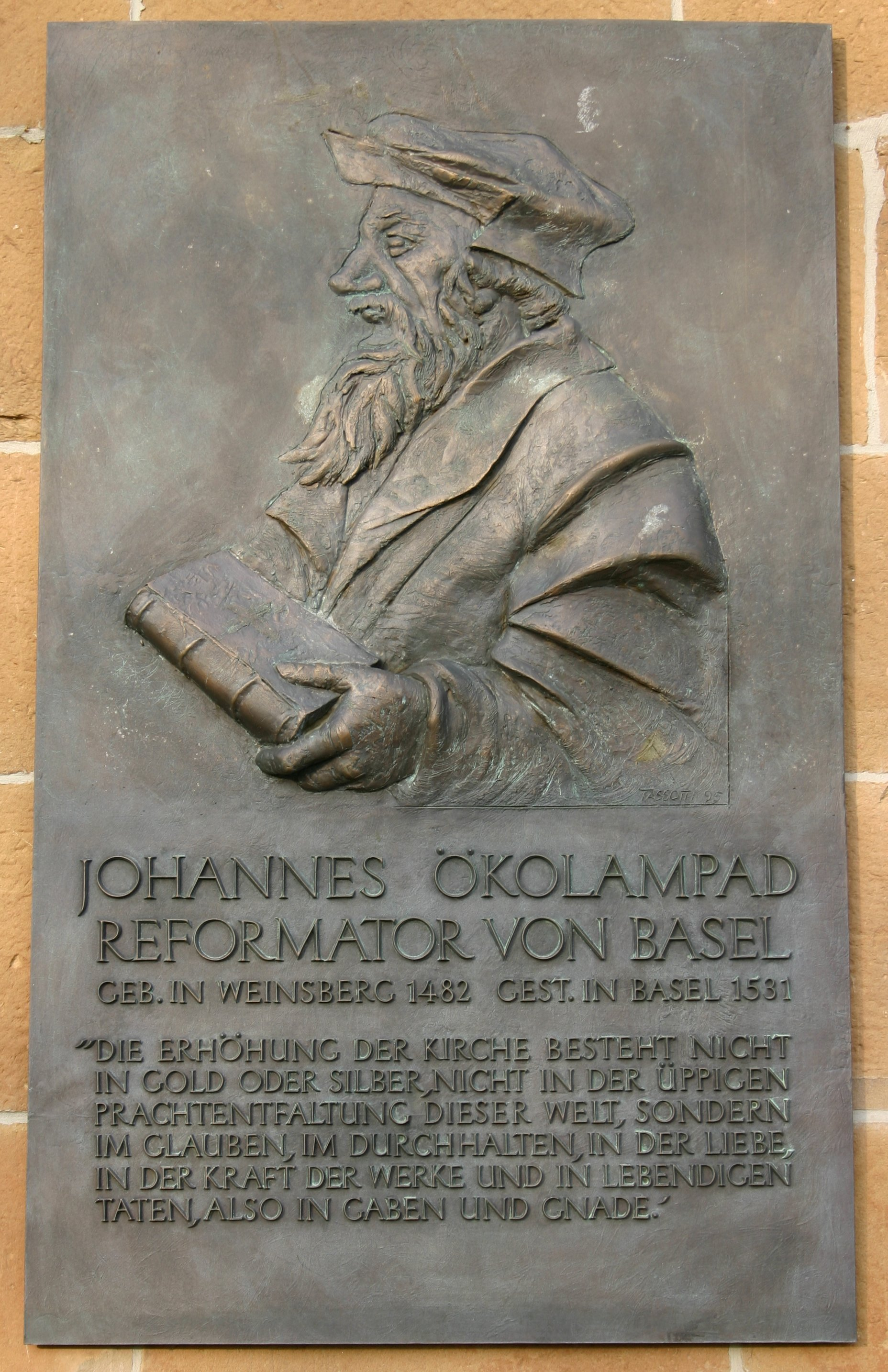
Tablica pamiątkowa Jana Oekolampada w Weinsbergu

Podczas studiów w Tybindze, Stuttgarcie i Heidelbergu poznał takich humanistów jak  Johannesa Reuchlina, Filipa Melanchtona i Wolfganga Capito. W 1515 roku  Oekolampad udał się do Bazylei gdzie współpracował z Erazmem z Rotterdamu przy wydaniu Nowego Testamentu, a na Uniwersytecie obronił pracę doktorską z teologii i opublikował gramatykę grecką, jak również tłumaczenie pism patrystycznych.
W 1518 roku został powołany przez Capito do katedry w Bazylei, a wkrótce po tym do katedry w Augsburgu, gdzie krótko przed tym miała miejsce obrona „niesfornego”  Marcina Lutra podczas przesłuchania przez legata papieskiego kardynała Tomasza Kajetana.  Dotąd Oekolampad postępował zgodnie z tradycją Erazma, studiował pisma Lutra, konsultował się z  Janem Eck i w 1520 roku zamieszkał w klasztorze Altomünster. Tam przetłumaczył kolejne pisma Ojców Kościoła i doszedł tak daleko, że zgodził się z doktryną usprawiedliwienia przez samą wiarę, a swoje stanowisko opublikował w dwóch pismach. Po tym musiał opuścić klasztor i został księdzem na zamku Ebernburg u Franza von Sickingen.
W 1522 roku osiadł ostatecznie w Bazylei, gdzie przetłumaczył kolejne pisma patrystyczne. Od 1523 roku prowadził publiczne wykłady o biblijnych prorokach, wkrótce po tym z woli książęcego biskupa został mianowany na profesora, a w 1525 roku został duchownym w  Martinskirche.
Kontynuował twarde dyskusje z Erazmem, Huldrychem Zwinglim, Marcinem Bucerem i Marcinem Lutrem. Co do Komunii Świętej zgadzał się z poglądem Huldrycha Zwingliego. W 1526 roku był liderem reformowanych podczas dysputy w Baden i prowadził rozmowy z Johannesem Eckiem. Jednak stara wiara zachowała nadal przewagę.
Oekolampad cieszył się dużym poważaniem, jednakże nigdy nie miał tak dużego wpływu jak Zwingli w Zurychu, choć był naczelnym kaznodzieją w Bazylei. W wyniku nacisku społeczeństwa w roku 1525 doszło do sekularyzacji kilku klasztorów, w 1528 roku reformowani uzyskali wolność wyznaniową, a w 1529 roku doszło do zniesienia katolickich nabożeństw. W tym samym roku Oekelampad poślubił Wibrandis Rosenblatt, która urodziła mu troje dzieci, i która po jego śmierci wyszła za mąż najpierw za Wolfganga Capito, a później za Marcina Bucera.
W 1528 roku Oekolampad  zorganizował z Zwinglim dysputę w Bernie. Od 1529 roku był biskupem Kościoła reformowanego w Bazylei, ale zachował także stanowisko profesora. Wziął też udział, stojąc po stronie Zwingliego w dyspucie teologicznej w Marburgu, w której Zwingli odrzucił porozumienie, a które zaakceptował Marcin Bucer. Na pięciu synodach (1529-1531) troszczył się o naukę kościelną (katechizm) i kościelny rygor, a nadzór nad tym chciał przekazać radzie niezależnych prezbiterów. 
Oekolampad zmarł w 1531 roku, kilka tygodni po śmierci Huldrycha Zwingliego i został pochowany w katedrze w Bazylei.

## Uhonorowanie
1. Jeden z kościelnych zborów w Bazylei nazwano jego imieniem (Oekolampad-Gemeinde).
2. Kościół Ewangelicki w Niemczech wspomina go w dniu 24 listopada w Evangelischer Namenskalender (Ewangelicki Kalendarz Imion).